# Сувон
Сувон е град в Южна Корея. Населението му е 1 242 212 жители (по приблизителна оценка към декември 2018 г.), а площта – 121,10 km². Намира се на около 30 km южно от Сеул. Градът разполага с 14 университета и професионален футболен клуб, Сувон Самсунг Блууингс (Suwon Samsung Bluewings), който е печелил купата на страната четири пъти. Средната годишна температура е около 12,5 °C. Военновъздушните сили на Корея имат база в Сувон. В града е разположен изследователският център на водещите подразделения на компанията Samsung Electronics.

## Побратимени градове
|  | Държава   | Град                  |
|  | Япония    | Асахикава             |
|  | Китай     | Дзинан                |
|  | Австралия | Таунсвил              |
|  | Индонезия | Бандунг               |
|  | Турция    | Ялова                 |
|  | Румъния   | Клуж-Напока           |
|  | Мексико   | Толука                |
|  | Мароко    | Фес                   |
|  | Виетнам   | Хай Зионг             |
|  | Камбоджа  | Сием Реап (провинция) |
|  | Русия     | Нижни Новгород        |
|  | Бразилия  | Куритиба              |
|  | --------- | --------------------- |